# Хайме I (линкор)
«Хайме I» (исп. Jaime I) — линкор типа «Эспанья» флота Испании, последний из трёх кораблей этого типа. Построен верфью Sociedad Española de Construcción Naval в Ферроле. Строительство линкора начато в феврале 1912 года, в сентябре 1914 года корабль спущен на воду, вошёл в состав испанского флота в декабре 1921 года. Основным вооружением «Хайме I» были восемь 305-мм орудий в четырёх двухорудийных башнях. Корабль развивал скорость до 19,5 узлов (36,1 км/ч).
«Хайме I» находился в строю испанского флота с 1921 по 1937 год. В 1921 году «Хайме I» вместе с двумя однотипными кораблями переведён в Северную Африку для участия в Рифской войне, использовался для артиллерийской поддержки испанских войск. Во время одной из операций повреждён огнём береговой батареи противника. Во время Гражданской войны в Испании «Хайме I» находился в составе республиканского флота. В 1937 году линкор дважды был атакован бомбардировщиками националистов. 17 июля 1937 года «Хайме I» затонул в результате взрыва погреба.

## Строительство и служба
«Хайме I» был заложен 5 февраля 1912 года на верфи Sociedad Española de Construcción Naval в Ферроле. 21 сентября 1914 года, спустя почти два месяца после начала Первой мировой войны, линкор спустили на воду. Испания не участвовала в войне, сохраняя нейтралитет, но зависела от поставок вооружения и материалов из Великобритании. Британская промышленность в то время была занята собственными военными заказами, что привело к значительной задержке достройки испанского линкора — корабль готов был выйти в море уже в 1917 году, однако строительство было закончено лишь 20 декабря 1921 года. После ввода в строй «Хайме I» зачислили в 1-ю эскадру испанского флота, в которой уже находились два однотипных линкора. В начале 1920-х годов «Хайме I» вместе с однотипными линкорами принимал участие в Рифской войне, оказывая артиллерийскую поддержку испанским войскам. В 1924 году линкор был повреждён береговой батареей повстанцев.
К 1936 году корабль был уже сильно устаревшим со слабой броневой и противовоздушной защитой, недостаточно мощной паросиловой установкой и неэффективной системой управления огнём.
Во время Гражданской войны в Испании «Хайме I» находился в составе военно-морского флота республиканцев. В начале восстания националистов радисты Морского штаба, находившегося в Мадриде, перехватили радиограмму Франко, адресованную заговорщикам в Марокко. Радисты немедля известили о восстании команды «Хайме I» и других кораблей, после чего те взбунтовались против офицеров, поддерживавших франкистов, и тем самым сохранили корабли на стороне республики. На некоторое время на кораблях упала дисциплина, поскольку многие офицеры были убиты, а оставшимся в живых матросы не доверяли.
В первые месяцы войны «Хайме I» обстреливал позиции франкистов, в том числе в районе Сеуты, Мелильи и Альхесираса. В Альхесирасе огнём вспомогательного калибра «Хайме I» была серьёзно повреждена канонерская лодка франкистов «Эдуардо Дато» — она выгорела до ватерлинии, однако впоследствии была отремонтирована и вновь введена в строй.
13 августа 1936 года «Хайме I» получил лёгкие повреждения во время авианалёта на Малагу: сброшенная с немецкого Юнкерс 52 100-килограммовая авиабомба небольшого калибра попала в носовую оконечность, пробив верхнюю палубу, повредив командный мостик и боевую рубку и вызван на корабле пожар, были убиты и ранены 47 членов экипажа. 21 мая 1937 года «Хайме I» вновь получил попадания авиабомб. В это время линкор стоял в сухом доке в Картахене, находясь в ремонте после недавнего снятия с мели. В корабль попали три авиабомбы, вновь нанёсшие лишь незначительные повреждения. 17 июня того же года на корабле, находившемся в Картахене, случился внутренний взрыв, приведший к пожару, не исключалась версия о диверсии. Впоследствии корабль был поднят, но после осмотра признан не пригодным для восстановления. 3 июля 1939 года «Хайме I» был официально списан и в 1941 году разобран на метал.